# To Be Gone
To Be Gone är en EP av den svenska singer/songwritern Anna Ternheim, utgiven 13 september 2004 på Stockholm Records. Skivan var den första av tre EP-skivor att ges ut från Ternheims debutalbum Somebody Outside (2004).

## Låtlista
1. "To Be Gone" - 2:53
2. "Troubled Mind" - 3:36
3. "A Voice to Calm You Down" (demo) - 3:08
4. "No Way Out" (Gotlandsversionen) - 4:10

## Listplaceringar
| Lista (2004) | Topplacering |
| ------------ | ------------ |
| Sverige      | 40           |